# Strada statale 7 (Slovenia)
La strada statale 7 Trieste-Fiume è una strada della Slovenia classificata nell'elenco delle strade di importanza nazionale, classificandola così a strada statale. Collega il confine con l'Italia presso Chervari ed il confine con la Croazia presso Starada.
L'intera strada faceva parte sino al 1946 della strada statale 14 della Venezia Giulia quando il territorio fu italiano, antecedentemente dell'occupazione jugoslava e la successiva perdita dei territori di Istria, Quarnaro, Dalmazia e bassa Venezia Giulia.

## Percorso
Funge da continuità della strada statale 14 della Venezia Giulia oltre al confine con l'Italia. Continua costantemente verso sud-est e tocca gli abitati di Cosina, Erpelle, Tublje, Bač, Marcossina, Gradischie, Obrovo, Castelnuovo d'Istria, Račice e Starod. Termina sul confine con la Croazia ove continua come strada statale 8 verso Fiume.
Il percorso funge come asse centrale per il collegamento tra Trieste e Fiume, oltre alle statale 14 (Italia) e la statale 8 (Croazia).

## Progetti futuri
È in fase di progetto l'autostrada Cosina-Fiume della quale risulta completata soltanto la parte croata (classificata come A7 Kvarnersa avtocesta). Ciò ridurrebbe drasticamente il traffico dei paesi lungo la strada, specialmente durante l'estate, ed incrementerebbe decisamente l'economia balcanica.